# Cimetière Saint-Véran
Le cimetière Saint-Véran à Avignon a été créé au début de la Restauration française. Il est situé avenue Stuart Mill (entrée principale). 
Il est classé à l'Inventaire général du patrimoine culturel.

## Le cimetière

Plan du cimetière Saint-Véran.

Ouvert en 1820, le cimetière Saint-Véran qui s'étend sur 14 hectares comprend quelque 12 000 tombes.
L'on rencontre diverses tombes de personnages plus ou moins célèbres, qui sont parfois l'œuvre de sculpteurs encore connus ou désormais oubliés (Félix Charpentier, Félix Devaux, Augustin Cerri, Alphonse Guérin, etc.). Parmi celles-ci, on peut noter l’« Homme couché » de la famille Servent dans le carré numéro 2 ou encore la « Douleur » de la famille Gros. 
C'est, avec le cimetière du Père-Lachaise, l'un des plus anciens de France[réf. nécessaire] et un véritable musée en plein air de la sculpture et de l'art funéraire. 
En 1999, pour faire face à une demande grandissante, la Ville d’Avignon a inauguré un columbarium, afin de pouvoir accueillir les urnes des personnes désireuses de se faire incinérer.
Les arbres centenaires constituent un véritable arboretum des essences méditerranéennes.

## Personnalités

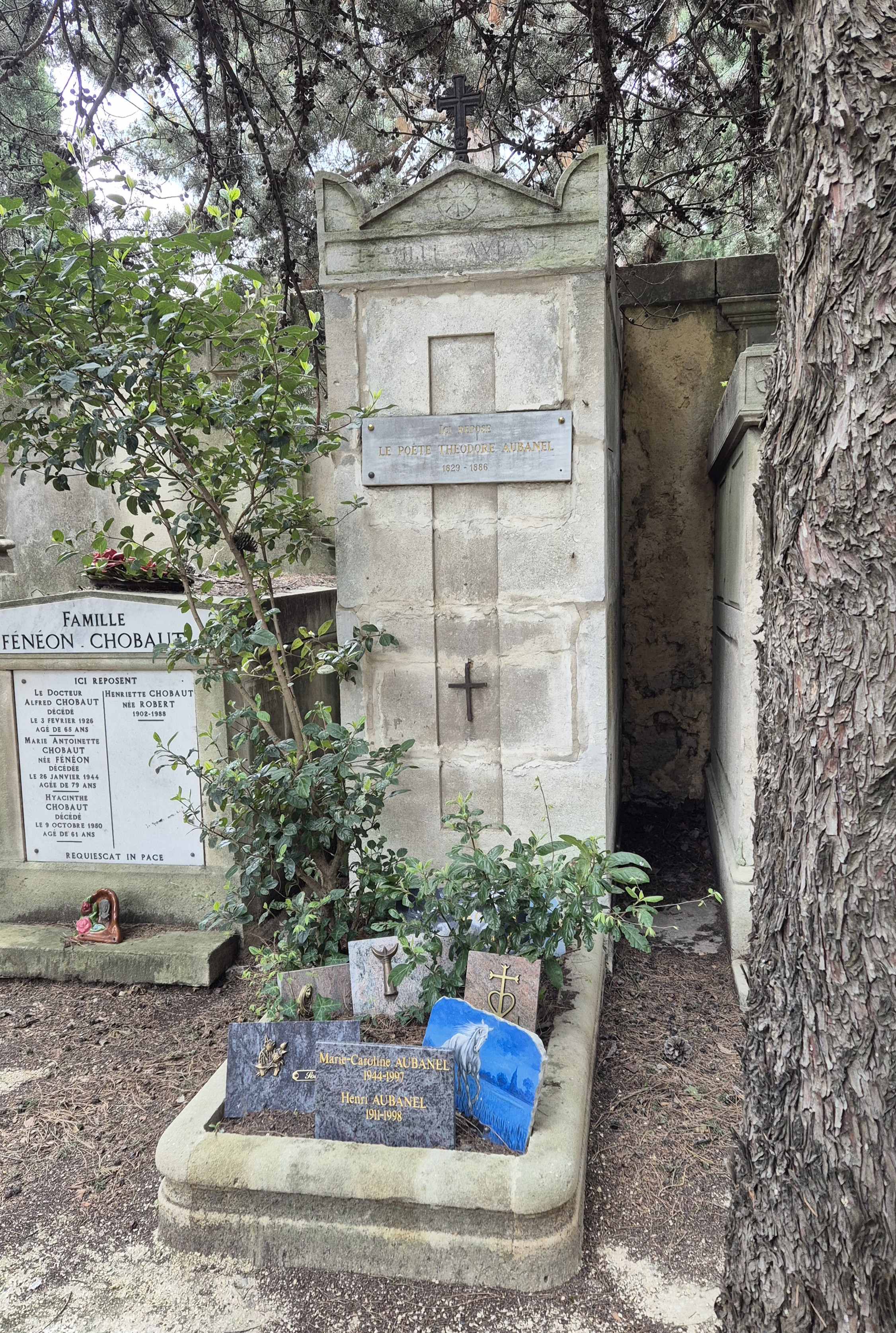
Tombe de Théodore Aubanel.

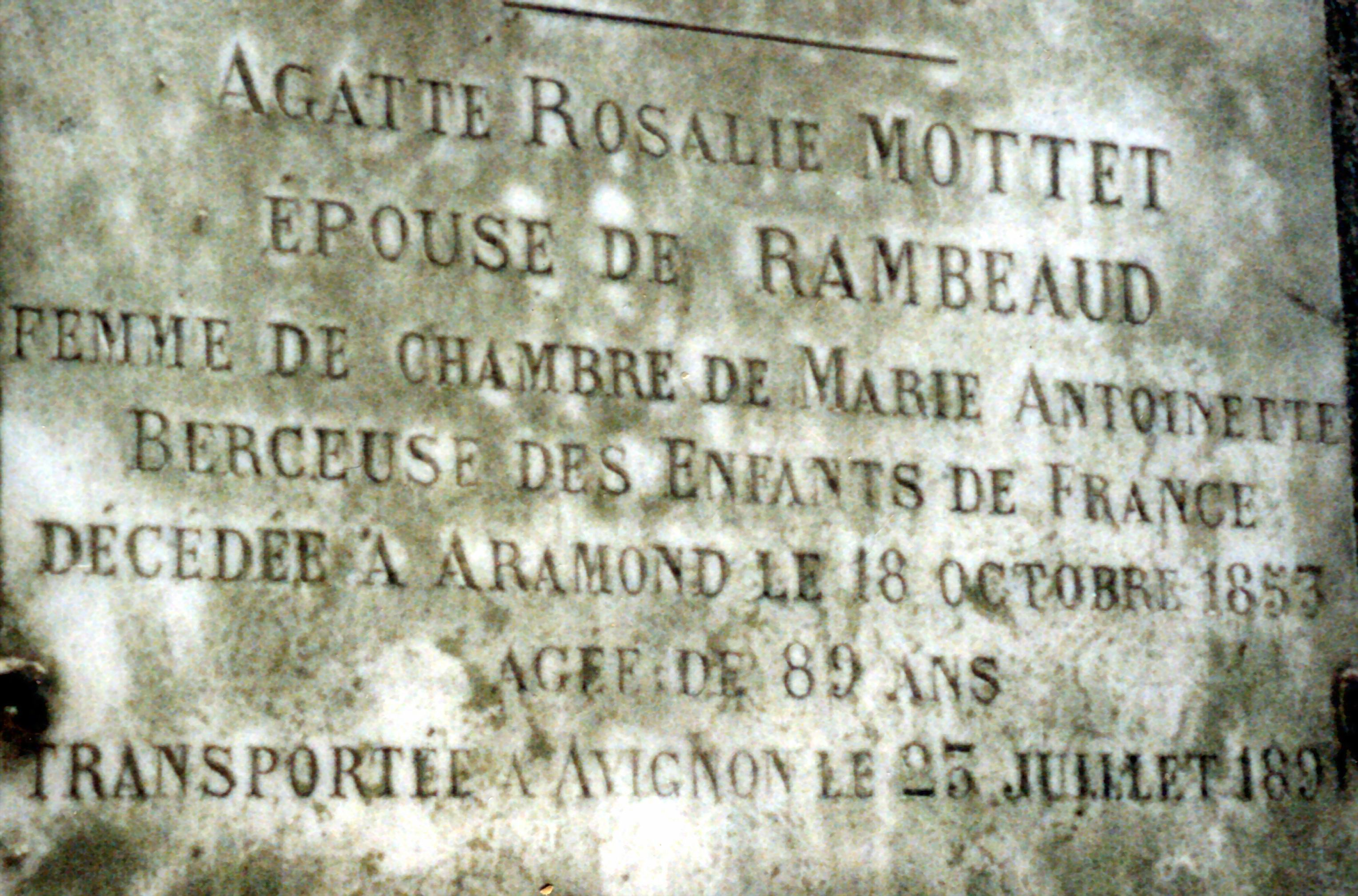
Agathe de Rambaud.

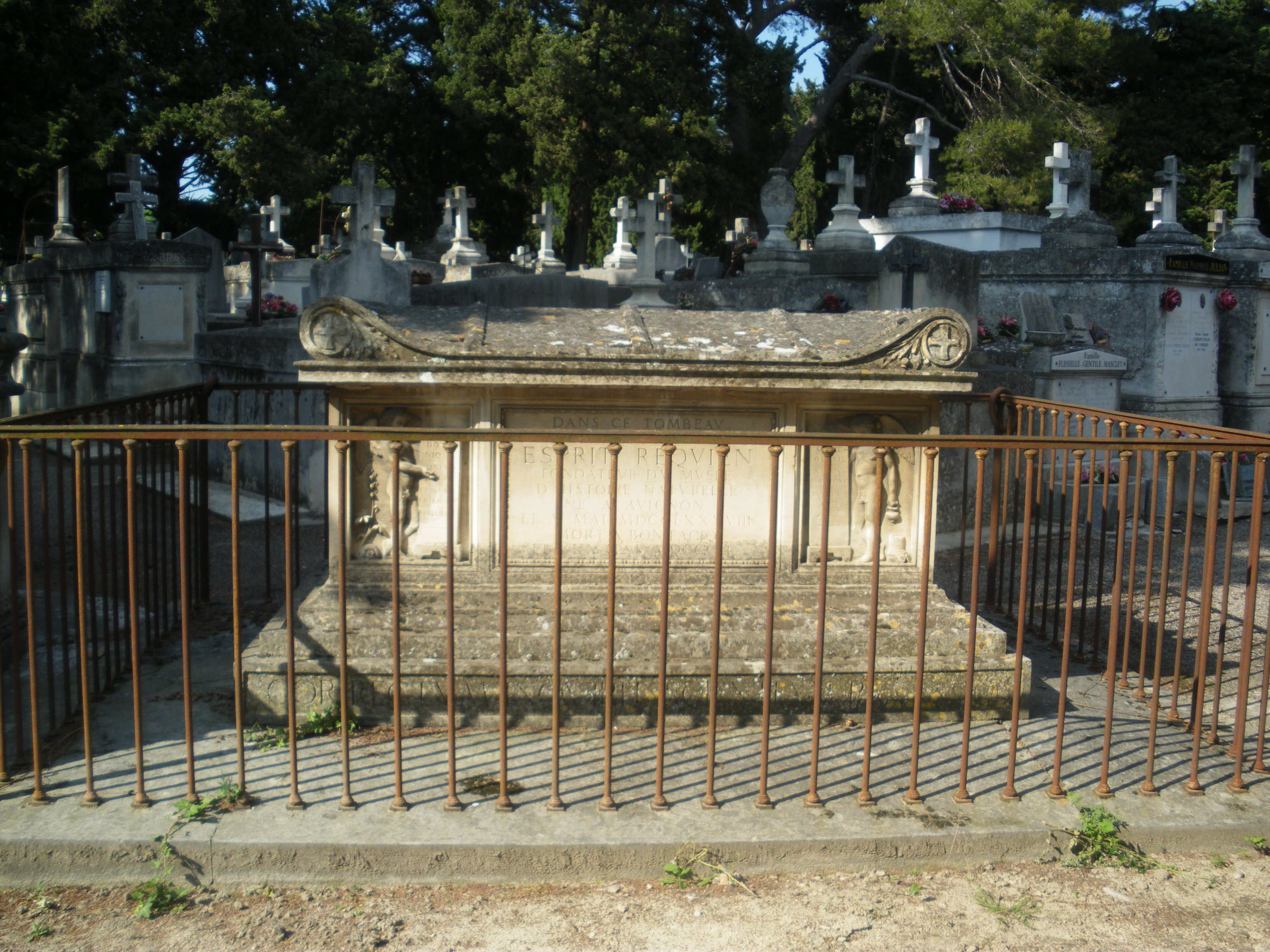
Tombe d'Esprit Requien.

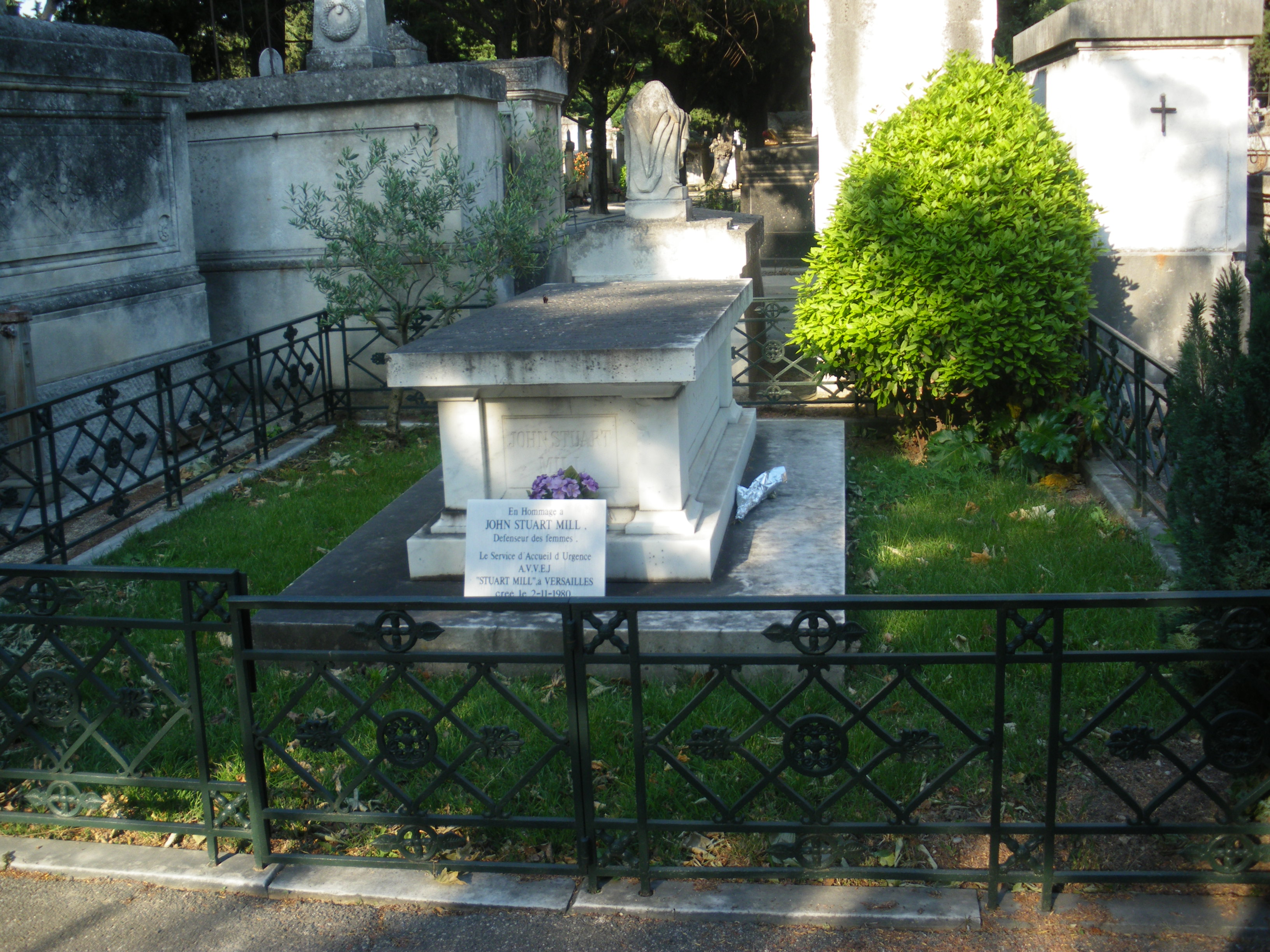
Tombe de John Stuart Mill.

- Théodore Aubanel[2], est un imprimeur et poète d'expression provençale. Son nom en provençal est Teoudor Aubanèu. Il est reconnu comme l'un des membres les plus brillants du Félibrige[3]
- Christian Audigier (1958-2015), créateur de mode.
- Joseph Bonnefille (1828-1896), sculpteur.
- Le général Joseph Chabran[2] (1763 - 1843) reçut sa retraite après le rétablissement des Bourbons, fut créé chevalier de Saint-Louis le 19 juin 1814, et obtint le titre de comte le 23 décembre suivant. Retiré depuis cette époque à Avignon, dans le département de Vaucluse, il y vivait honoré et aimé, lorsqu'il mourut au commencement de février 1843, à l'âge de quatre-vingts ans. Son nom est gravé sur l'arc de triomphe de l'Étoile, côté Sud.
- Le général Jean Urbain Fugière[2]. En récompense de sa conduite à Aboukir, le général en chef lui fit don de son propre sabre, sur lequel il avait fait graver: Bataille des Pyramides, bataille d'Aboukir, le général en chef Kléber au général de brigade Fugière, au nom du Directoire exécutif.
- Sylvain Gagnière (1905-1997), historien et archéologue.
- Paul Manivet (1856-1930), poète.
- Agathe de Rambaud[2], née Agathe Rosalie Mottet, berceuse des enfants de France[4]. Elle est enterrée à Aramon, où elle est morte, puis le 23 juillet 1891 son corps est transporté à Avignon au cimetière Saint-Véran, dans le nouveau caveau des Verger, ses petits-enfants. Bien des années après la mort de Madame de Rambaud, alors que des centaines de livres et de revues parleront d'elle, son caveau deviendra l'une des tombes célèbres du cimetière Saint-Véran et un tailleur de pierre sera chargé de son entretien. Une petite Avignonnaise ignorant visiblement tout de l'histoire si captivante de cette Agathe, sera fascinée par celle-ci, aimera à en lire et relire l'épitaphe. Elle racontera un jour tout cela dans ses mémoires, Oui je crois, de Mireille Mathieu.
- Christian Ranucci (carré 4, caveau de la famille Mathon), L'antépénultième condamné à mort exécuté en France. Son nom est gravé en caractères cyrilliques (ХРИСТИАН РАНУЧИ), la loi exigeant une sépulture anonyme pour les condamnés à mort.
- Esprit Requien[2], naturaliste français, né en 1788 à Avignon et mort en 1851 à Bonifacio. Éminent botaniste, paléontologue et malacologue, il fut un des plus célèbres naturalistes du XIXe siècle et sans doute le plus illustre savant avignonnais.
- Albert Séverin Roche (1895-1939), soldat français lors de la Première Guerre mondiale. Il est surnommé par le général Foch "Le premier soldat de France" pour ses faits d'armes exceptionnels.
- Le peintre Paul Saïn, (1853-1908), tombe no 12, porte un médaillon en bronze de Félix Charpentier (1894)
- Marie-Maurille de Sombreuil[2], comtesse de Villelume, la fille de Charles François de Virot de Sombreuil. Venue au monde en 1767, elle s'immortalisera sous le nom de l'héroïne au verre de sang en défendant son père contre les émeutiers de la prison de l'Abbaye, elle aurait fait l'objet d'un terrible marché si Maurille buvait un verre de sang son père serait épargné. Cet acte héroïque a été honoré par la prose, les vers (Hugo, Delille, Legouvé) et par un rosier thé grimpant portant son nom[5].
- Roger Stark, plus connu sous le nom de « Johnny » Stark, célèbre imprésario, qui fut enterré en avril 1989 dans le tombeau de la famille Mathieu.
- John Stuart Mill[2], philosophe et économiste britannique. Il fut le penseur libéral le plus influent du XIXe siècle. Il était un défenseur de l'utilitarisme, une théorie éthique préalablement exposée par son parrain Jeremy Bentham, dont Mill proposa sa version personnelle. Il est un des derniers membres de l'école classique.
- Harriet Taylor  : philosophe et féministe britannique. Épouse de John Stuart Mill, elle l'aida à bâtir son système philosophique. Elle revendique une égalité définitive homme-femme, dans l'éducation, dans le mariage et aux yeux de la loi[6].
- Gabriel Valay (1905-1978), ministre de l'agriculture.

## Bibliographie

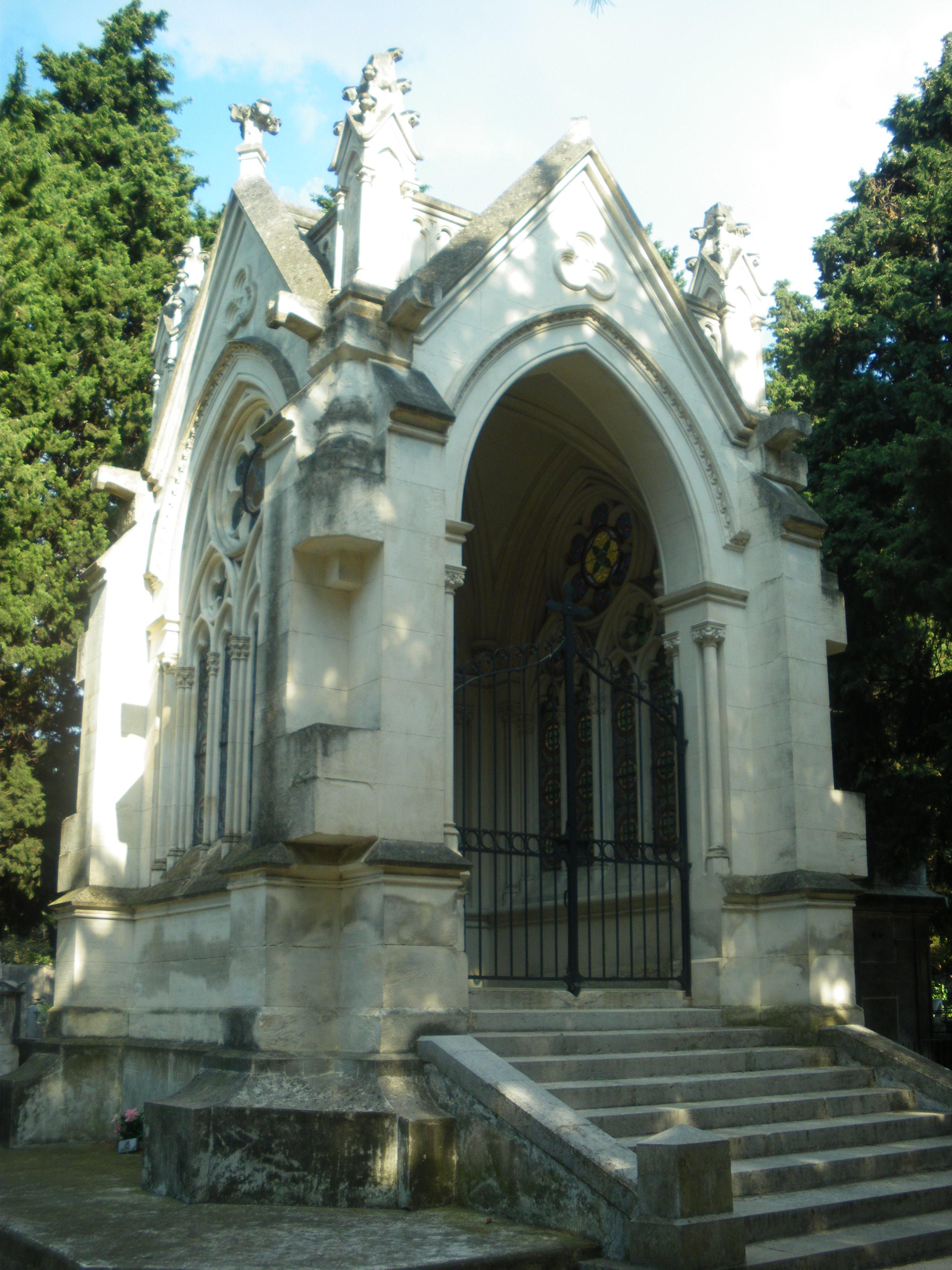
Chapelle des Prêtres.